# باکسویل (کارولینای جنوبی)
باکسویل (به انگلیسی: Bucksville) یک منطقهٔ مسکونی در ایالات متحده آمریکا است که در کارولینای جنوبی واقع شده‌است.